# Brodersby-Goltoft
Brodersby-Goltoft er en landsby og kommune i det nordlige Tyskland under Slesvig-Flensborg kreds i Slesvig-Holsten. Kommunen blev dannet i marts 2018 ved sammenlægning af de hidtidige kommuner Brodersby og Goltoft.
Kommunen omfatter de to landsbyer Brodersby og Goltoft samt bebyggelserne Bregnerød eller Bregnrød (Brekenrude), Borg/Mysunde (Burg/Missunde), Gejl (Geel), Gejlbyholt (Geelbyholz), Hellør (Hellör), Knøs eller Knuds Næs (Knös), Nørremark (Norderfeld) og godset Rojum (på ældre dansk også Røjem og Rødum, på tysk Royum) med Rojumskov. Kommunen samarbejder på administrativt plan med andre kommuner i Sydangel kommunefælleskab (Amt Südangeln).

## Historie
Goltoft (på ældre dansk også Goldoft) blev første gang nævnt 1386. Stednavnet er afledt af gold for ufrugtbar (sml. oldnordisk gelgja). Landsbyen Brodersby blev nævnt 1231 som Brothærthorp og 1363 som Brodersbuy. Stednavnet er sammensat af broder og -by. Hellør er sammensat af hæld for skrænt el. skråning og -ør. Stednavnet Røjem/Rødum referer til glda. ruth (oldnordisk ruð) for en rydning. Den lille odde Knøs er formodentlig en sammentrækning af Knuds Næs eller Knuds Ås. Den lille odde Knøs henviser måske til et skær i havet eller en bakke (sml. Knøsen i Vendsyssel). Efter en anden forklaring er navnet en sammentrækning af Knuds Næs eller Knuds Ås. Stednavnet refererer dermed til Knud Lavard. Det formodes, at Knud Lavard opførte en fæstning her på stedet i 1100-tallet. Af fæstningen er der nu ingen rester tilbage. Op til omtrent 1830 var odden skovklædt, nu er der flere sommerhuse. På den Knøs modsatte odde stod tidligere et hus, som kaldtes Erikshus, måske har huset fået navn efter den myrdede kong Erik.
Byen lå i Brodersby Sogn (Slis Herred), da området tilhørte Danmark.
Den 1. marts 2018 blev Brodersby og Goltoft sammenlagt. Allerede den 1. februar 1974 blev Gejl indlemmet i Brodersby.

## Geografi
Brodersby-Goltoft er beliggende på Sliens nordlige bred i det sydlige Angel i Sydslesvig. Sundet mellem Brodersby og Mysunde er med 120 meters bredde Sli-fjordens smalleste sted. Lidt vest for Brodersby når Slien en bredde af godt fire kilometer (Store Bredning). Overgangsstedet ved Brodersby og Mysunde var derfor et af nøglepunkterne i de dansk-tyske krige.
Lidt vest for Mysunde ved Knøs/Knuds Næs ligger Brodersby Nor.

## Erhverv
Den sydslesvigske kommune er landbrugspræget.